# Wolfsblut (1946)
Wolfsblut (Originaltitel: Белый Клык) ist eine 1946 in der Sowjetunion entstandene Verfilmung des gleichnamigen Romans von Jack London. Sie lief am 13. Mai 1947 im deutschsprachigen Raum in den Kinos an.

## Handlung
Der junge Bergbauingenieur Weeden Scott reist nach Alaska, wo er wie so viele auf Goldfunde hofft. Er trifft auf etliche desillusionierte Goldgräber, die sich dem Trunk und dem Spiel hingegeben haben; dann rettet er durch Kauf einen Hund, den er bei einem arrangierten Kampf gesehen hat, und nennt ihn „Wolfsblut“. Da er als brutales Instinkttier von seinem Vorbesitzer, dem Kaufmann Beauty Smith, trainiert wurde, fällt Scott die Zähmung nicht leicht. Sein letztlicher Erfolg zeigt sich aber, als Wolfsblut ihn aus großer Gefahr rettet – denn Smith ist hinter Scott her, der seine dunklen Geschäfte beeinträchtigt.

## Kritik
Die „naiv-schlichte Verfilmung der gleichnamigen Erzählung von Jack London“ sei „bemerkenswert in den Natur- und Tieraufnahmen“, urteilt das Lexikon des internationalen Films.